# Maria Chieco Bianchi
Maria Bianchi coniugata Chieco e nota come Maria Chieco Bianchi (Fasano, 5 marzo 1904 – Bari, 17 febbraio 1995) è stata una politica italiana, prima donna sindaco in Puglia e terza in Italia dopo Ada Natali e Ninetta Bartoli.

## Biografia
Nata il 5 marzo del 1904 da famiglia aristocratica, fu Sindaco di Fasano dal marzo 1949 al 1954. Prima donna pugliese sindaco di un comune che contava all'epoca 25.000 abitanti circa e terza in Italia dopo Ada Natali e Ninetta Bartoli. 
Nel corso del suo mandato realizzò diverse opere importanti, tra cui l'elettrificazione di tutte le frazioni e del Canale di Pirro; provvedimenti per le opere portuali a Savelletri; istituzione della Mostra artigiana; ampliamento della rete idrica a Fasano, Selva, Laureto, Savelletri e Salamina; istituzione della gara automobilistica Cronoscalata Fasano-Selva; motorizzazione dei servizi di nettezza urbana e altri importanti interventi.
In concomitanza con il mandato sindacale si candidò alle elezioni politiche del 1953 nella circoscrizione Bari-Foggia, per il Partito Nazionale Monarchico, risultando la seconda degli eletti alla Camera dei Deputati preceduta da Carlo Delcroix, cieco, grande invalido della guerra '15-'18 e medaglia d'oro al valor militare.
A Roma, donna Maria (come la chiamavano i suoi concittadini fasanesi) promosse diverse iniziative legislative. Il 22 ottobre del 1953 propose la sospensione degli sfratti, avanzando anche l’ipotesi di modifica della legge sulle case popolari. Tra le sue iniziative il ritorno di Fasano in Provincia di Bari, dopo che nel 1927 era stata aggregata alla nascente Provincia di Brindisi. Per sostenere tale causa mise in rilievo le affinità culturali tra il capoluogo di regione e la città fasanese, rafforzando la tesi con argomenti legati alla geografia, alla storia e alle consuetudini.  Il 14 luglio del 1955 Donna Maria propose l’elevazione dell’assegno straordinario del vitalizio concesso a Clelia Garibaldi, la figlia del Generale. Per sostenere l'iniziativa elogiò l’Eroe dei due mondi in nome degli alti ideali patriottici del Risorgimento. Supportò altre iniziative legislative: la proposta di Arturo Michelini volta a istituire l’Ente Nazionale di previdenza e assistenza delle madri e il progetto di Maria Pia Dal Canton teso alla costituzione di un corpo di polizia femminile. Firmò, inoltre, una proposta di legge per concedere la pensione straordinaria agli scalatori del K2: fu così che l’eroica impresa dei valorosi alpini balzò nuovamente all'attenzione generale.
Maria Chieco Bianchi cercò di coniugare i valori della classica destra nazionale con quelli sociali. Elogiò i valori risorgimentali unitari e fu sostenitrice della causa monarchica, mostrando continua fedeltà verso Casa Savoia. Fu una donna filantropa e perciò amata della popolazione più povera. Non nascose il proprio femminismo, esprimendo simpatia per l’ingresso delle donne in polizia.

### Vita privata e morte
Sposata con Francesco Chieco, avvocato e Sindaco di Bari dal  23 giugno 1952 al 14 luglio 1956, sempre per il Partito Nazionale Monarchico.
È morta a Bari il 17 febbraio 1995, è sepolta presso la cappella di famiglia del cimitero di Fasano.